# 812 (numero)
Ottocentododici (812) è il numero naturale dopo l'811 e prima dell'813.

## Proprietà matematiche
- È un numero pari.
- È un numero composto con 12 divisori: 1, 2, 4, 7, 14, 28, 29, 58, 116, 203, 406, 812. Poiché la somma dei suoi divisori (escluso il numero stesso) è 868 > 812, è un numero abbondante.
- È un numero semiperfetto in quanto pari alla somma di alcuni (o tutti) i suoi divisori.
- È un numero oblungo, ovvero della forma n(n+1).
- È un numero odioso.
- È un numero pratico.
- È un numero palindromo e un numero ondulante nel sistema di numerazione posizionale a base 18 (292).
- È parte delle terne pitagoriche (560, 588, 812), (609, 812, 1015), (645, 812, 1037), (812, 1305, 1537), (812, 1584, 1780), (812, 2784, 2900), (812, 3315, 3413), (812, 5655, 5713), (812, 5859, 5915), (812, 11760, 11788), (812, 23541, 23555), (812, 41205, 41213), (812, 82416, 82420), (812, 164835, 164837).

## Astronomia
- 812 Adele è un asteroide della fascia principale del sistema solare.
- NGC 812 è una galassia spirale della costellazione di Andromeda.
- Cosmos 812 è un satellite artificiale russo.

## Altri ambiti
- OU812 è l'ottavo album dei Van Halen, pubblicato il 24 maggio 1988 per l'etichetta discografica Warner Bros.
- Le locomotive FS 812 sono state un gruppo di locomotive-tender delle Ferrovie dello Stato (FS).
- Il Rocar Autodromo U812 è un prototipo di autobus urbano, prodotto in Romania sul finire degli anni '90.